# Mehlbach
Mehlbach là một đô thị ở huyện Kaiserslautern, bang Rheinland-Pfalz, phía tây nước Đức. Đô thị Mehlbach có diện tích 9,01 km².